# سیارک ۸۲۶۹
سیارک ۸۲۶۹ (به انگلیسی: 8269 Calandrelli، نامگذاری:1988QB) هشت هزار و دویست و شصت و نهمین سیارک کشف شده‌است که در ۱۷ اوت ۱۹۸۸ کشف شد.
قدر مطلق سیارک برابر ۱۳٫۱۰ است.